# تصویرسازی سه‌بعدی

## تصویرسازی سه‌بعدی

### تصویرسازی سه‌بعدی
دید بعد  (از یونانی στερεο- استریو- به معنی "جامد" و ὄψις opsis, "ظاهر بینایی") یک اصطلاح که اغلب برای اشاره به درک عمق و دید 3 بعدی که بر اساس اطلاعات بصری ناشی از  دید دو چشم که در افراد به طور تکامل پیدا کرده است چون چشم انسان و بسیاری از حیوانات در موقعیتهای  مختلف جانبی در سر قرار گرفته است بنابراین نتایج دیددو چشمی که به شبکیه پروجکت می‌شود متفاوت خواهد بود.تفاوت عمدتاً در جهت افقی موقعیت اشیاء در دو تصویر خواهد بود. که به عنوان نا برابری افقی شناخته می شود.نابرابری افقی یا همان دیسپریتی افقی در کورتکس بینایی مغز پردازش می‌شود و دید بعد را ایجاد می کند. دید سه بعدی را  به صورت مصنوعی می توان با دوربین ها  یا عینکهایی که به اصطلاح استریوسکوپ نامیده می شوند هم ایجاد کرد.
درک عمق  یک ساختار سه بعدی است اماامکان این وجود دارد که با اطلاعات به دست امده از یک چشم به تنهایی مانند تفاوت در اندازه شی و حرکت منظر (motion parallax)
هم درک شود.(تفاوت تصویر از یک شی در طول زمان با ناظر  در حال حرکت) ،  هر چند تصور عمق در این موارد از دیسپریتی دو چشمی ایجاد نشده است.
بنابراین اصطلاح دید عمق (یا عمق استریوسکوپیک)به طور خاص اشاره به منحصر به فرد دید عمق همراه با  دید دو چشمی دارد.آنچه که در محاوره به عنوان "3D" شناخته می شود.

## تفاوت

### دید عمق درشت و ریز
وجود دارد دو متمایز جنبه دید عمق: دید عمق درشت دید عمق جزئی ،در اصل ارائه اطلاعات از درجه های مختلف مکانی و زمانی دقیق است. 
- برای دید عمق درشت اصطلاح ( دید عمق گروس)  استفاده می‌شود که درکحرکت استریوسکوپیک در پریفری می باشد . و حس بودن غوطه ور بودن  در محیط اطراف است و بنابراین گاهی اوقات نیز به عنوان دید عمق کیفی شناخته میشود.[۴] دید عمق درشت یا همان گروس برای جهت گیری اشیا در فضا در حالی که در حال حرکت است به عنوان مثال زمان پایین امدن از پله ها.
- دید عمق جزئی که عمدتاً از نظر استاتیکی متفاوت است. این اجازه را ه فرد می دهد که  عمق اشیاء را در  منطقه مرکزی دید(Panum را fusional منطقه)درک کند. به همین دلیل نیز به نام دید عمق کمی شناخته می شود.که با تست رندوم دات اندازه گیری می شود.افرادی که دید بعد گروس دارند اما دید بعد فاین  یا جزیی ندارند در تست رندوم دات موفق نیستند.و همچنین در پدیده ویژوال کرودینگ یا همان شلوغی دید خوبی ندارند.   که بر اساس اثر متقابل از مجاور بصری خطوط. دید عمق  جزیی یا فاین برای انجام کارهای ریز مهم است مانند نخ کردن سوزن.

دید عمق میتواند توسط دید ضعیف چشمها محدود شود.یعنی برای داشتن دید عمق خوب باید هر دو چشم از بینایی خوبی برخوردار باشند.  علاوه بر این ثابت شده است که دید عمق گروس مکانیزمی است که بعد از جراحی استرابیسم کمک میکند به صاف شدن چشمها برای حفظ دید دو چشمی و دید خوب
چگونه مغز ترکیبی از نشانه های مختلف – از جمله استریو، حرکت vergence زاویه و یکچشمه نشانه – برای سنجش حرکت در عمق و جسم 3D موقعیت یک منطقه فعال پژوهشی در چشم انداز علم و همسایه رشته.
دید عمق تاثیر بسیار مثبتی بر ورزش و وظایف عملی دیگر  مانند سوزن-نخ  کردن و گرفتن توپ (به خصوص در توپ بازی ها ی سریع) دارد.همچنین در جراحی ها، رانندگی ،خلبانی .....نیاز زیادی به دید بعد وجود دارد.